# Diffusor (Strömungsmechanik)

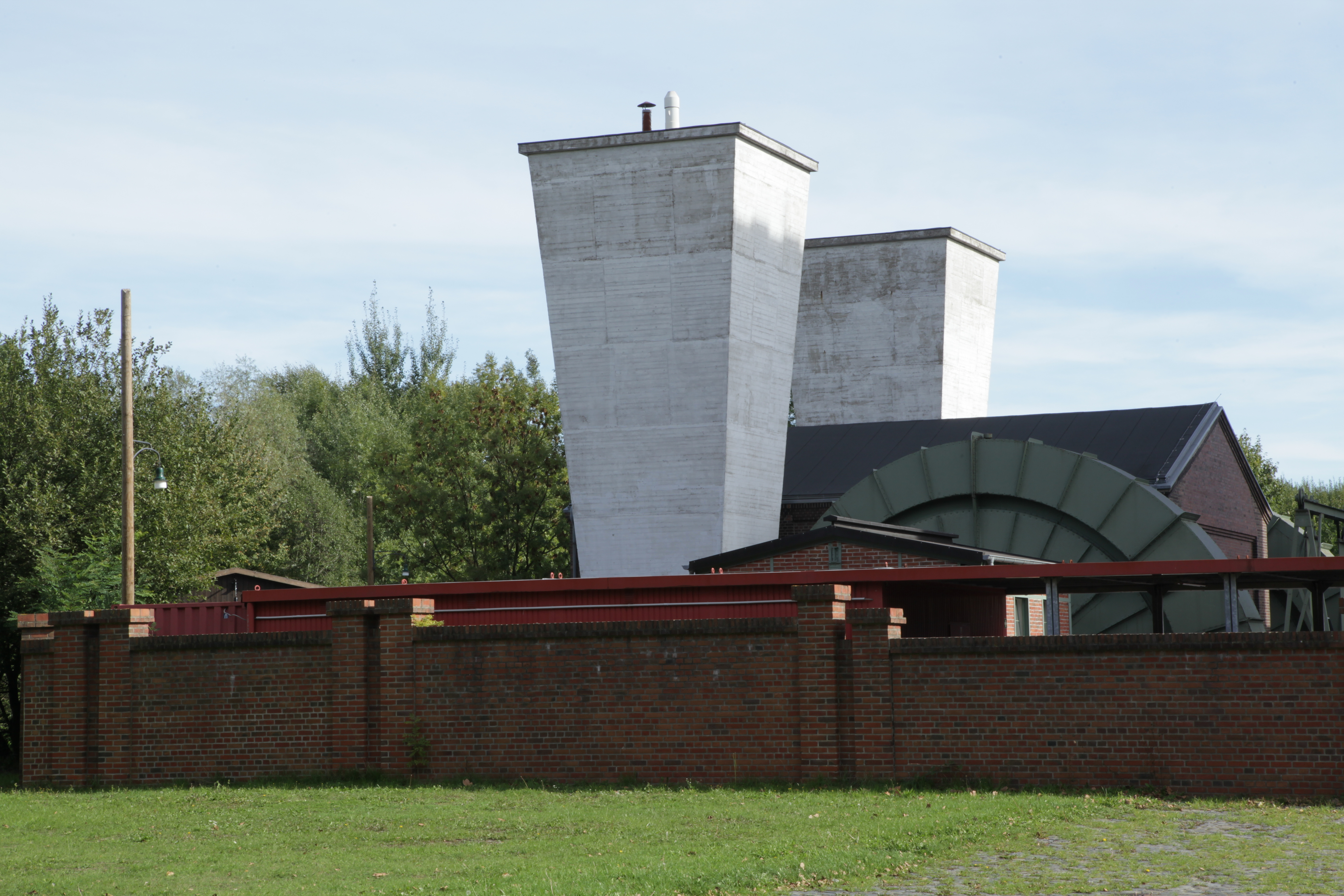
Zwei Austrittsdiffusoren eines Wetterschachtes mit Grubenlüftern

Ein Diffusor ist ein Bauteil, das Strömungen von Gasen oder Flüssigkeiten verlangsamt und den Gas-/Flüssigkeitsdruck erhöht, so dass kinetische Energie in Druckenergie umgewandelt wird. Ein Diffusor ist im Prinzip die Umkehrung einer Düse. Die Verzögerung der Strömung wird in der Regel durch eine stetige oder unstetige Erweiterung des Strömungsquerschnitts erreicht, die geometrisch auf verschiedene Weisen realisiert werden kann.
Diffusoren kommen unter anderem beim Bau von Flugzeugen und Schiffen zum Einsatz, im Maschinenbau, in Elektrizitätswerken und in der Ventilatortechnik. Diffusoren im Motorsport bewirken Abtrieb. Bei Strömungen in Rohrleitungen können Diffusoren der „Rückgewinnung“ von kinetischer Energie dienen. Bei Wasserkraftanlagen wird der Diffusor Saugrohr genannt.

## Technische Beschreibung

### Strömungen mit Unterschall- und Überschallgeschwindigkeit

Düse und Diffusor bei Unterschall (oben) und Überschall (unten)

Bei einem Diffusor für Unterschallströmungen vergrößert sich immer der Durchflussquerschnitt in Fließrichtung des strömenden Mediums.
In der Aerodynamik wird der Diffusor zum Beispiel bei Überschallflugzeugen dazu verwendet, die Luft im Triebwerkseinlauf einer Turbine auf Unterschallgeschwindigkeit abzubremsen, da die Luft die Schaufeln der Rotoren und Statoren nur im Unterschallbereich umströmen darf. Denn kommt es zu Überschallgeschwindigkeiten an den Schaufeln der Rotoren und Statoren in einem Jetantrieb, reißt die Strömung ab, die Brennkammer erstickt, der Antrieb fällt aus. Außerdem laufen Schockwellen durch das Fließmedium und die Rotor-/Statorflügel, die das Triebwerk zerstören können. In der sich in Fließrichtung verjüngenden Düse, die dem Triebwerk folgt, beschleunigt die Luft dann wieder auf Überschall-Geschwindigkeit.
Befindet sich das Fließmedium selbst in Überschallgeschwindigkeit und soll es auch in Überschallgeschwindigkeit verbleiben (zum Beispiel im Lufteinlass eines Pulsertriebwerkes), dann muss sich die Düse in Fließrichtung weiten, nicht verjüngen. Im Artikel Düse wird dieses paradoxe Phänomen erklärt.

### Öffnungswinkel
Eine Kennzahl für die Verbreiterung des Strömungsquerschnitts ist der Öffnungswinkel des Diffusors. Der Öffnungswinkel darf einen bestimmten Wert nicht überschreiten. Bei Kreiselpumpen beträgt der kritische Wert zumeist etwa 8º bis 10º.
Bei einem zu großen Öffnungswinkel (überkritischer Diffusor) entsteht eine Dissipation durch Ablösen der Strömung von der Diffusorwand, dadurch kommt es zu starken Verwirbelungen in den Übergangsgebieten zu den Toträumen. Bei einer plötzlichen starken Querschnittserweiterung spricht man auch von einem „Carnotschen Stoßverlust“, den entsprechenden Diffusor nennt man Sprungdiffusor. In einem solchen Diffusor kommt die Strömung nach einer Distanz von etwa dem Acht- bis Zehnfachen des großen Durchmessers wieder zum Anliegen.

### Wirkungsgrad
Die Qualität eines Diffusors wird mit dem „Diffusorwirkungsgrad“ {\displaystyle \eta _{D}} oder der „Druckrückgewinnziffer“ beschrieben.

## Berechnungen

### Inkompressible Strömungen (Mach < 0,3)
Der Diffusor ist zumeist ein sehr komplex zu berechnendes Bauteil. Relativ überschaubar ist die Wirkung eines Diffusors jedoch im Fall von nicht-turbulenten und nicht viskosen Strömungen (das heißt, es kommt nicht aufgrund von plötzlichen Querschnittsänderungen oder Ähnlichem zu Wirbeln und die Reibungsverluste des Mediums an den Wänden kann vernachlässigt werden). Dann gilt die vereinfachte Bernoulli-Gleichung
{\displaystyle p+{\frac {1}{2}}\rho v^{2}={\text{konstant}}}.
Dabei ist {\displaystyle p} der sogenannte statische Druck, der auf die Außenwände des Diffusors wirkt, {\displaystyle \rho } die Dichte des Mediums und {\displaystyle v} seine Fließgeschwindigkeit. (Anmerkung: Die Bernoulli-Gleichung ist dahingehend vereinfacht, dass Höhenunterschiede nicht berücksichtigt sind.) Wie ersichtlich ist, muss der statische Druck {\displaystyle p} abnehmen, wenn sich die Fließgeschwindigkeit {\displaystyle v} erhöht.
Da bei einem Rohr mit veränderlichem Querschnitt an jeder Stelle dasselbe Volumen pro Zeitspanne durchströmen muss, ist ersichtlich, dass sich die Strömungsgeschwindigkeit {\displaystyle v_{1}} bei einem Querschnitt {\displaystyle A_{1}} zu der Strömungsgeschwindigkeit {\displaystyle v_{2}} bei dem Querschnitt {\displaystyle A_{2}} umgekehrt proportional zu dem Verhältnis des Querschnitte verhält, es also gelten muss:
{\displaystyle {\frac {v_{1}}{v_{2}}}={\frac {A_{2}}{A_{1}}}} bzw. {\displaystyle v_{2}={\frac {A_{1}}{A_{2}}}v_{1}}
Außerdem gilt wegen der obenstehenden (vereinfachten) Bernoulli-Gleichung:
{\displaystyle p_{1}+{\frac {1}{2}}\rho v_{1}^{2}={\text{konstant}}=p_{2}+{\frac {1}{2}}\rho v_{2}^{2}}
Beides zusammen ergibt:
{\displaystyle p_{1}+{\frac {1}{2}}\rho v_{1}^{2}=p_{2}+{\frac {1}{2}}\rho \left({\frac {A_{1}}{A_{2}}}v_{1}\right)^{2}}
bzw. umgeformt:
{\displaystyle p_{2}-p_{1}={\frac {1}{2}}\rho v_{1}^{2}\left(1-\left({\frac {A_{1}}{A_{2}}}\right)^{2}\right)}
D. h. mit wachsendem Querschnitt (Diffusor: {\displaystyle A_{2}>A_{1}}) steigt der Druck (und sinkt die Strömungsgeschwindigkeit) und mit sinkendem Querschnitt (Düse: {\displaystyle A_{2}<A_{1}}) sinkt der Druck (und steigt die Strömungsgeschwindigkeit).
Bei sehr engen Querschnitten oder sehr zähflüssigen Medien müssen zusätzlich die Reibungsverluste berücksichtigt werden.

### Wirkung der Querschnittserweiterung

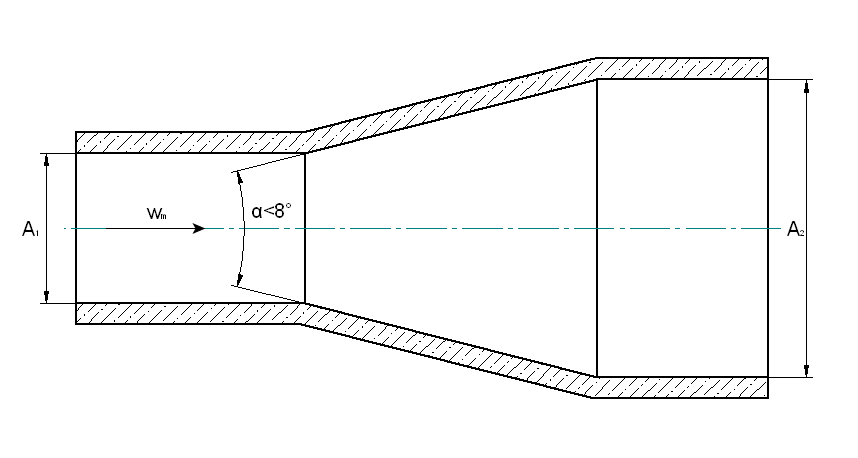
Diffusor (schematisch)

Bei sich plötzlich ändernden Querschnitten müssen die auftretenden Turbulenzen berücksichtigt werden. Bei einer plötzlichen Querschnittsänderung gilt für die in der Strömungslehre definierte Verlustziffer {\displaystyle \xi }:
{\displaystyle \xi _{D}=\left(1-{\frac {A_{1}}{A_{2}}}\right)^{2}}
Mit der Verlustziffer und dem erweiterten Bernoullisatz der Rohrhydraulik (Berücksichtigung von Dissipation) folgt:
Energiesatz: {\displaystyle \Delta p=p_{1}-p_{2}+{\frac {\rho }{2}}(w_{1}^{2}-w_{2}^{2})=\xi _{D}{\frac {\rho }{2}}w_{1}^{2}}
Massenerhaltungssatz: {\displaystyle w_{1}={\frac {A_{2}}{A_{1}}}w_{2}} für {\displaystyle \rho ={\text{konstant}}}
{\displaystyle p_{1}-p_{2}={\frac {\rho }{2}}\left(\xi _{D}w_{1}^{2}-(w_{1}^{2}-w_{2}^{2})\right)={\frac {\rho }{2}}w_{1}^{2}\cdot \left(\xi _{D}-1+\left({\frac {A_{1}}{A_{2}}}\right)^{2}\right)}

## Technische Anwendungen

### Flugzeuge
Diffusoren werden bei schnellfliegenden, insbesondere überschallschnellen Flugzeugen verwendet, um im unmittelbaren Ansaugbereich der Triebwerke einen definierten Gasdruck zu erzielen. Um dabei die optimalen Verhältnisse einstellen zu können, wird der Diffusor meist beweglich ausgelegt. Flugzeuge mit besonders großem Geschwindigkeitsbereich, oder bei denen es auf hohe Reichweite ankommt, haben komplexe Diffusoren mit verstellbaren Klappen und mehrfach veränderlichen Querschnitten.

### Motorsport
Diffusoren finden Anwendung im Motorsport, häufig auch bei Supersportwagen und gelegentlich bei Sportwagen. Hierbei wird Unterdruck unter dem Wagenboden erzeugt, der das Fahrzeug an den Boden presst und damit höhere Kurvengeschwindigkeiten zulässt und auch das Fahrverhalten bei hohen Geschwindigkeiten verbessert. Der Diffusor hat dabei die Aufgabe, den Unterdruck unter dem Fahrzeug wieder auf den hinter dem Fahrzeug herrschenden Umgebungsdruck zu erhöhen. In vielen Fällen handelt es sich bei einem solchen Diffusor um einen bodennahen Flügel.

### Sonstige aerodynamische Anwendungen
Bei kleineren Windkraftanlagen gibt es immer wieder Versuche, mit Hilfe von Diffusoren ihre Effektivität zu steigern. Ventilatoren sind ein weiterer Verwendungsbereich.

### Hydrodynamik
In der Hydrodynamik findet man den Diffusor z. B. in Pumpen und Wasserstrahl-/Strahltriebwerken. Er wird unter anderem eingesetzt, um das Phänomen der Kavitation zu beeinflussen.
Mit Diffusoren kann die Ausströmmenge aus einem Gefäß erhöht werden, man spricht vom Saugrohreffekt. Dieser war offenbar schon im antiken Rom bekannt, denn dort war es nach Sextus Iulius Frontinus verboten, ein Rohr mit zunehmendem Durchmesser direkt an ein Mundstück der Wasserleitung anzuschließen.
In der Aquaristik dienen Diffusoren dem Zweck, für das Leben und Wachstum der Fauna und Flora im Aquarium zusätzlich benötigte Gase wie Kohlendioxid oder Sauerstoff in das Wasser einzubringen. Dies geschieht durch den „Saugrohreffekt“, indem durch das Fließwasser innerhalb der Ausströmleitung mittels eines Frischluft- oder einer Gaszuleitung durch den Unterdruck angesaugt, mit dem Wasser vermischt und anschließend in das Becken geleitet wird. Insbesondere dienen diese Diffusoren während der Verwendung von Algenbekämpfungsmitteln, Medikamenten und/oder bei einem Missverhältnis zwischen Pflanzen- und Fischbesatz der zusätzlichen und ausgleichenden Belüftung des künstlichen Lebensraumes. Strittig ist, ob ein Diffusor darüber hinaus für normale Beckengrößen sinnvoll ist.